# Șoricelul și stridia
Șoricelul și stridia este un film românesc din 1970 regizat de Constantin Crîhmărel.